# John William Burgess

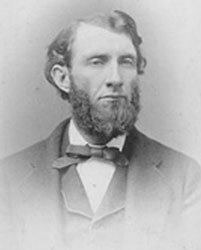
John W. Burgess

John William Burgess (* 26. August 1844 in Giles County (Tennessee); † 13. Januar 1931 in Brookline (Massachusetts)) war ein US-amerikanischer Politikwissenschaftler, Historiker und Jurist.

## Werdegang
Burgess kämpfte 1862/63 im Sezessionskrieg auf Seiten der Nordstaaten (zuletzt als Leutnant). 1864 bis 1867 studierte er Jura am Amherst College und erhielt 1869 die Zulassung als Rechtsanwalt für Massachusetts, praktizierte aber nicht, sondern wurde Lehrer am Knox College. 1871/72 studierte er in Deutschland, an den Universitäten in Göttingen, Leipzig und Berlin. Dort war er Schüler von Johann Gustav Droysen, Wilhelm Roscher, Theodor Mommsen und Rudolf von Gneist. 1873 bis 1876 war er Lehrer für Geschichte und Politikwissenschaft am Amherst College.
Von 1876 bis 1912 lehrte er Politikwissenschaft, Geschichte und Internationales Recht an der Columbia University in New York, ab 1896 nur noch Politikwissenschaft und Verfassungsrecht. 1890 wurde er Dekan für Politikwissenschaft. 1906 war er Roosevelt-Professor an der Universität Berlin und im Sommersemester 1907 hielt er eine Gastvorlesung an der Universität Leipzig. 1925 zog er nach Newport.
Die von ihm mit Nicholas Murray Butler 1880 gegründete Fakultät für Politikwissenschaft an der Columbia University war die erste solche Fakultät in den USA und ein wesentlicher Schritt, um aus dem Columbia College eine Universität zu machen. Er gilt als Vater der Politikwissenschaft in den USA.
In den ersten Jahren des Ersten Weltkriegs nahm er eine pro-deutsche Haltung ein und versuchte die US-amerikanische Öffentlichkeit auch in mehreren Büchern zu überzeugen.
1886 gründete er die Zeitschrift Political Science Quarterly.
1869 heiratete er Augusta Thayer Jones und 1885 Ruth Payne Jewett, mit der er einen Sohn hatte.

## Schriften (Auswahl)
- Seine dreibändige US-amerikanische Geschichte:
  - The Middle Period 1817-1858, New York 1897
  - The Civil War and the Constitution, 1859–1865. New York: Scribner’s 1901. (Band 1, Band 2)
  - Reconstruction and the Constitution 1866-1876, New York 1902
- Truth about Germany: Facts about the war, New York City 1914
- The Causes of the European Conflict, Chicago 1914
- Der europäische Krieg. Seine Ursachen, seine Ziele und seine voraussichtlichen Ergebnisse. Ins Deutsche übersetzt von Max Iklé. Leipzig: Hirzel 1915. (Inhaltsverzeichnis des Bandes)
  - Englisches Original: The European war of 1914; its causes, purposes, and probable results, Chicago 1915
- American's relations to the great war, Chicago 1916
- Political science and comparative constitutional law, Boston 1890/91, 1898, Buffalo 2000
- The Administration of President Hayes, New York 1916 (Larwell Lectures 1915)
- Recent changes in American constitutional theory, New York 1923
- The sanctity of law, in what does it consist? The story of man's attainment of law and order from Roman times to the present, New York 1928
- Reminiscences of an American Scholar, 1934 (Autobiographie)
- The foundations of political science, New York 1933 (Ausschnitte aus seinem Political Science and comparative constitutional law)